# Frederik Muller & Co.

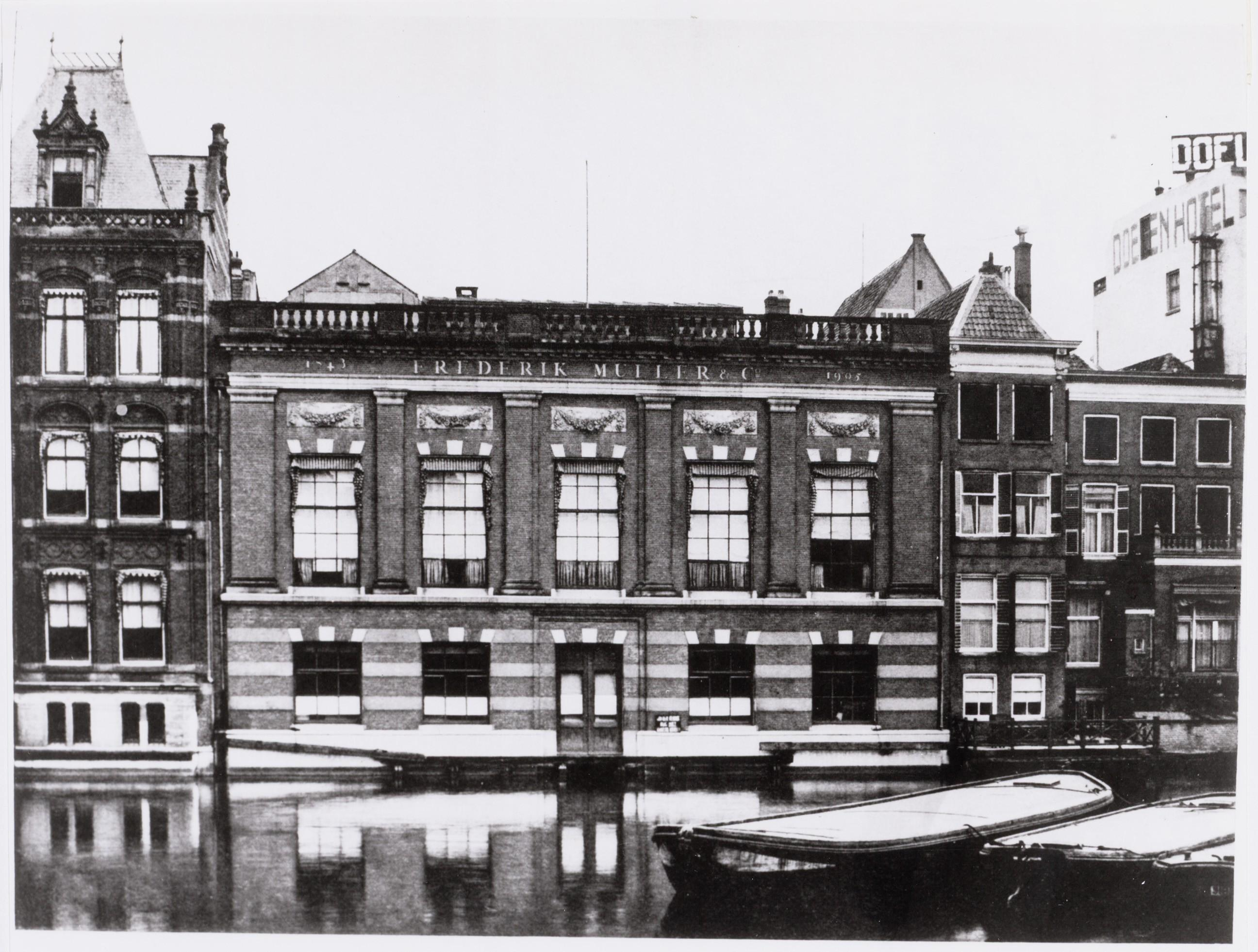
Achterzijde van het veilinggebouw Frederik Muller & Co., Nieuwe Doelenstraat 16-18, gezien over de Amstel

Frederik Muller & Co. was een kunstveilinghuis te Amsterdam. Het werd door Frederik Muller in 1843 als antiquariaat gestart en ging vanaf 1919 verder als de eerste internationale kunstveiling in Nederland. In 1963 werd het bedrijf opgeheven.

## Geschiedenis
Frederik Muller begon in 1843 in Amsterdam met een winkel in zeldzame boeken die hij vestigde in een souterrain aan het Rokin 143 in Amsterdam. Muller hield zijn eerste boekveilingen in oktober 1847. De winkel werd te klein en daarom verhuisde hij zijn bedrijf in 1849 naar een huis met de naam De Vogelstruys aan de Herengracht 329.
Om meer tijd aan het catalogiseren te besteden ging Muller in 1876 een partnerschap aan met Frederik Adama van Scheltema, die al zeven jaar voor Muller werkte. Vanaf dat moment heette het bedrijf Frederik Muller & Co. Adama van Scheltema nam de boekenafdeling waar. Vanwege een tekort aan ruimte was Frederik Muller genoodzaakt zijn bedrijf in 1880 opnieuw te verhuizen, deze keer naar de Nieuwe Doelenstraat. Na Mullers dood zette Adama van Scheltema het bedrijf voort. In 1885 nam hij Anton Mensing, een jonge boekbinder, in dienst als assistent. In 1892 werd Mensing een partner in de firma.
Na de dood van Adama van Scheltema in 1899 nam Mensing het bedrijf over en breidde het uit met kunstveilingen. Deze waren zo succesvol dat ze resulteerden in de eerste internationale veiling voor kunst, toegepaste kunst en historische wetenschappelijke instrumenten in Nederland. In het begin werden de veilingen gehouden in De Brakke Grond, maar al snel werd deze locatie te klein. In 1905 kocht het bedrijf twee aangrenzende panden in de Nieuwe Doelenstraat. Mensing liet een indrukwekkende verkoopruimte met uitzicht op de Amstel en de Halvemaansbrug ontwerpen door de broers Johan Godart en Adolf Daniël Nicolaas van Gendt. Het kunstveilinghuis werd belangrijker en in 1919 werd het antiquarische deel van de firma opgeheven.
Mensing had verschillende assistenten, onder wie Frits Lugt voor schilderijen, tekeningen en prenten, W.A. van Buuren voor kunstnijverheid en Frederik Casparus Wieder voor oude boeken en atlassen. Adolph Schlüter hielp bij verschillende taken en werd veilingmeester. In 1923 trad zijn zoon Bernard Mensing toe tot de firma. Met dit toegewijde team organiseerde Mensing de ene veiling na de andere. De erfgenamen van Frederik Muller kregen voor de bedrijfsnaam Muller nog steeds een jaarlijks winstpercentage, maar dat stopte toen Bernhard Mensing in 1929 zijn vader opvolgde.
De laatste grote veiling was in 1960, toen de collectie van het Dreesmann-museum werd verkocht. In 1963 werd het bedrijf geliquideerd. Het zakelijk archief is grotendeels vernietigd.